# Groovejet (If This Ain't Love)
Singles par Spiller
Mighty Miami EP
(2000) Cry Baby
(2002)
Singles par Sophie Ellis Bextor
Take Me Home
(2001)
Pistes de Read My Lips
Everything Falls Into Place
Groovejet (If This Ain't Love) est une chanson du DJ italien Spiller sortie le 14 août 2000 sous le label Positiva Records. On retrouve la collaboration de la chanteuse britannique Sophie Ellis-Bextor, la chanson devient numéro un au Royaume-Uni, en Nouvelle-Zélande, en Irlande et en Australie et 3e du American Hot Dance Chart aux États-Unis. Plus tard le single sera inclus dans l'album studio de Sophie Ellis-Bextor Read My Lips. 
À l'origine, ce morceau n'était qu'une simple instrumentale, créée en mars 1999 pour l’occasion de la Winter Music Conference à Miami. Elle fut jouée pour la première fois le 13 mars 1999 par Boris Dlugosch au club Groove Jet, toujours à Miami, ou le disque rencontrera un bon accueil. Il sera donc inclus dans l'EP Mighty Miami de Spiller, qui sortira un peu plus tard dans l’année et ce morceau fut désormais nommé « Groove Jet » en hommage à ce qui s’était passé. Le label Positiva, trouvant l'instrumentale un peu trop répétitive, décida de contacter Ellis-Bextor afin qu'elle chante sur le morceau. 
 Royaume-Uni CD Single
1. Groovejet (If This Ain't Love) (Radio Edit) - 3:47
2. Groovejet - 6:18
3. Groovejet (If This Ain't Love) (Solar's Jet Groove Dub Mix) - 8:18

 Royaume-Uni Cassette Single
1. Groovejet (If This Ain't Love) (Radio Edit) - 3:47
2. Groovejet - 6:18
3. Groovejet (If This Ain't Love) (Spiller's Extended Vocal Mix) - 7:27

## Classements et certifications
| Classement (2000-2001)                  | Meilleure position |
| --------------------------------------- | ------------------ |
| Australie (ARIA)                        | 1                  |
| Autriche (Ö3 Austria Top 40)            | 16                 |
| Finlande (Suomen virallinen lista)      | 6                  |
| Belgique (Flandre Ultratop 50 Singles)  | 15                 |
| Belgique (Wallonie Ultratop 50 Singles) | 13                 |
| France (SNEP)                           | 17                 |
| Irlande (IRMA)                          | 1                  |
| Italie (FIMI)                           | 9                  |
| Norvège (VG-lista)                      | 4                  |
| Nouvelle-Zélande (RMNZ)                 | 1                  |
| Pays-Bas (Nederlandse Top 40)           | 13                 |
| Royaume-Uni (UK Singles Chart)          | 1                  |
| Suède (Sverigetopplistan)               | 28                 |
| Suisse (Schweizer Hitparade)            | 5                  |

| Classement (2000–2009)                  | Meilleure position |
| --------------------------------------- | ------------------ |
| Royaume-Uni Top 100 Songs of the Decade | 52                 |